# بابی بال
بابی بال (انگلیسی: Bobby Ball‏۲۸ ژانویهٔ ۱۹۴۴ – ۲۸ اکتبر ۲۰۲۰) بازیگر، کمدین، مهندس و بازیگر تلویزیون اهل بریتانیا بود.
وی بین سال‌های ۱۹۷۲ تا ۲۰۲۰ میلادی فعالیت می‌کرد.
او در سریال‌های کمدی و درام مختلف از جمله در انتهای دوران میانسالی،
تپش قلب و Not Going Out بازی کرده‌بود.